# Persone di nome Günter
| Questa pagina contiene informazioni ricavate automaticamente dalle voci biografiche con l'ausilio del template Bio e di un bot. L'aggiornamento è periodico e automatico e ricostruisce completamente la pagina. Se manca una persona in questa lista, sei pregato di non aggiungerla, ma accertati piuttosto che la sua voce biografica contenga il template Bio e che i dati anagrafici siano correttamente compilati. Se il template Bio manca, inseriscilo tu stesso o, in alternativa, metti l'avviso {{tmp\|Bio}} che ne segnala la mancanza. Se i dati riportati sono sbagliati, correggi direttamente la voce biografica; le modifiche saranno visibili in questa lista entro pochi giorni. Per chiarimenti vedi il progetto antroponimi. La lista contiene solo le 70 persone che sono citate nell'enciclopedia e per le quali è stato implementato correttamente il template Bio. Pagina aggiornata al 22 lug 2025. |

Questa è una lista di persone presenti nell'enciclopedia che hanno il nome Günter, suddivise per attività principale.

## Agenti segreti(1)
- Günter Guillaume, agente segreto tedesco (Berlino, n. 1927 - Petershagen/Eggersdorf, † 1995)

## Allenatori di calcio(4)
- Günter Bittengel, allenatore di calcio e ex calciatore ceco (Praga, n. 1966)
- Günter Güttler, allenatore di calcio e ex calciatore tedesco (Herzogenaurach, n. 1961)
- Günter Hermann, allenatore di calcio e ex calciatore tedesco (Rehburg, n. 1960)
- Günter Kaltenbrunner, allenatore di calcio e ex calciatore austriaco (Znojmo, n. 1943)

## Alpinisti(1)
- Günter Oskar Dyhrenfurth, alpinista, geologo e fotografo tedesco (Breslavia, n. 1886 - Ringgenberg, † 1975)

## Arbitri di calcio(2)
- Günter Benkö, ex arbitro di calcio austriaco (Oberwart, n. 1955)
- Günter Perl, ex arbitro di calcio tedesco (n. 1969)

## Architetti(1)
- Günter Behnisch, architetto tedesco (Lockwitz, n. 1922 - Stoccarda, † 2010)

## Attori(7)
- Günter Bubbnik, attore austriaco (Vienna, n. 1980)
- Günter Clemens, attore tedesco (Augusta, n. 1941 - † 2016)
- Günter Gräwert, attore e regista tedesco (Klaipėda, n. 1930 - Husum, † 1996)
- Günter Lamprecht, attore tedesco (Berlino, n. 1930 - Bad Godesberg, † 2022)
- Günter Mack, attore tedesco (Augsburg, n. 1930 - Gröbenzell, † 2007)
- Günter Meisner, attore tedesco (Brema, n. 1926 - Berlino, † 1994)
- Günter Strack, attore tedesco (Darmstadt, n. 1929 - Münchsteinach, † 1999)

## Biologi(1)
- Günter Blobel, biologo tedesco (Waltersdorf, n. 1936 - New York, † 2018)

## Calciatori(17)
- Günter Bernard, ex calciatore tedesco occidentale (Schweinfurt, n. 1939)
- Günter Busch, calciatore tedesco orientale (Großpösna, n. 1930 - Lipsia, † 2006)
- Günter Herrmann, calciatore tedesco (Saarbrücken, n. 1934 - Saarbrücken, † 2012)
- Günter Hirschmann, calciatore tedesco orientale (Burg, n. 1935 - † 2023)
- Günter Hoge, calciatore tedesco orientale (Berlino, n. 1940 - Berlino, † 2017)
- Günter Imhof, calciatore tedesco orientale (n. 1934 - † 2010)
- Günter Jäger, ex calciatore tedesco (n. 1935)
- Günter Kubisch, calciatore tedesco orientale (Magdeburgo, n. 1939 - † 2005)
- Günter Kutowski, ex calciatore tedesco (Paderborn, n. 1965)
- Günter Netzer, ex calciatore e dirigente sportivo tedesco (Mönchengladbach, n. 1944)
- Günter Pröpper, ex calciatore tedesco (Dorsten, n. 1941)
- Günter Sawitzki, calciatore tedesco (Herne, n. 1932 - † 2020)
- Günter Schneider, calciatore tedesco orientale (Planitz, n. 1924 - Berlino, † 2000)
- Günter Schröter, calciatore tedesco orientale (Brandeburgo, n. 1927 - Berlino, † 2016)
- Günter Stephan, calciatore tedesco (Francoforte sul Meno, n. 1912 - † 1995)
- Günter Thiele, ex calciatore tedesco (Neuss, n. 1961)
- Günter Thorhauer, calciatore tedesco orientale (n. 1931 - † 2007)

## Chimici(1)
- Günter Wächtershäuser, chimico tedesco (n. 1938)

## Ciclisti su strada(1)
- Günter Lörke, ex ciclista su strada tedesco (n. 1935)

## Compositori(1)
- Günter Bialas, compositore tedesco (Bielschowitz, n. 1907 - Glonn, † 1995)

## Direttori d'orchestra(1)
- Günter Wand, direttore d'orchestra e compositore tedesco (Elberfeld, n. 1912 - Ulmiz, comune Köniz, † 2002)

## Farmacisti(1)
- Günter Kallinich, farmacista tedesco (Halberstadt, n. 1913 - † 2012)

## Filosofi(1)
- Günter Figal, filosofo tedesco (Langenberg, n. 1949 - Ulma, † 2024)

## Fisici(1)
- Günter Wyszecki, fisico tedesco (Tilsit, n. 1925 - † 1985)

## Genetisti(1)
- Günter Theißen, genetista tedesco (Mönchengladbach, n. 1962)

## Geografi(1)
- Günter Dietrich, geografo tedesco (Berlino, n. 1911 - Kiel, † 1972)

## Giornalisti(1)
- Günter Wallraff, giornalista e scrittore tedesco (Burscheid, n. 1942)

## Hockeisti su ghiaccio(1)
- Günter Oswald, ex hockeista su ghiaccio tedesco (Landshut, n. 1969)

## Matematici(1)
- Günter M. Ziegler, matematico tedesco (Monaco di Baviera, n. 1963)

## Paleontologi(1)
- Günter Bechly, paleontologo e entomologo tedesco (Sindelfingen, n. 1963 - Vitis, † 2025)

## Pallanuotisti(1)
- Günter Heine, pallanuotista tedesco (Berlino, n. 1919)

## Pattinatori artistici su ghiaccio(1)
- Günter Zöller, ex pattinatore artistico su ghiaccio tedesco (Chemnitz, n. 1948)

## Piloti automobilistici(1)
- Günter Klass, pilota automobilistico e pilota di rally tedesco (Stoccarda, n. 1936 - Firenze, † 1967)

## Pistard(1)
- Günter Haritz, ex pistard tedesco (Heidelberg, n. 1948)

## Pittori(2)
- Günter Brus, pittore, scrittore e performance artist austriaco (Ardning, n. 1938 - Graz, † 2024)
- Günter Rittner, pittore e illustratore tedesco (Breslavia, n. 1927 - Monaco di Baviera, † 2020)

## Poeti(2)
- Günter Eich, poeta e drammaturgo tedesco (Lebus, n. 1907 - Salisburgo, † 1972)
- Günter Bruno Fuchs, poeta e scrittore tedesco (Berlino, n. 1928 - Berlino, † 1977)

## Politici(2)
- Günter Schabowski, politico tedesco (Anklam, n. 1929 - Berlino, † 2015)
- Günter Verheugen, politico tedesco (Bad Kreuznach, n. 1944)

## Psicoterapeuti(1)
- Günter Scheich, psicoterapeuta e scrittore tedesco (Eiterfeld, n. 1956)

## Registi(1)
- Günter Reisch, regista e sceneggiatore tedesco (Berlino, n. 1927 - Berlino, † 2014)

## Sceneggiatori(1)
- Günter Rätz, sceneggiatore, regista e animatore tedesco (Berlino, n. 1935 - Dresda, † 2024)

## Schermidori(2)
- Günter Jauch, ex schermidore tedesco (n. 1965)
- Günter Krajewski, schermidore tedesco (n. 1971)

## Sciatori alpini(1)
- Günter Alster, ex sciatore alpino austriaco (Dornbirn, n. 1955)

## Scrittori(3)
- Günter de Bruyn, scrittore tedesco (Berlino, n. 1926 - Bad Saarow, † 2020)
- Günter Grass, scrittore, poeta e saggista tedesco (Danzica, n. 1927 - Lubecca, † 2015)
- Günter Kunert, scrittore e poeta tedesco (n. 1929 - † 2019)

## Sollevatori(2)
- Günter Ambraß, ex sollevatore tedesco orientale (Karl-Marx-Stadt, n. 1955)
- Günter Schliwka, sollevatore tedesco orientale (Wolmirstedt, n. 1956 - Niedere Börde, † 2023)

## Tastieristi(1)
- Günter Werno, tastierista tedesco (Neunkirchen, n. 1965)

## Teologi(1)
- Günter Lüling, teologo tedesco (Varna, n. 1928 - Erlangen, † 2014)